# Maël Ambonguilat
Maël Ambonguilat, född 9 november 1997, är en gabonesisk simmare.
Ambonguilat tävlade för Gabon vid olympiska sommarspelen 2016 i Rio de Janeiro, där han blev utslagen i försöksheatet på 50 meter frisim.